# Nekrolog 1907
Nekrolog
◄◄
| ◄
| 1903
| 1904
| 1905
| 1906
| 1907 | 1908 | 1909 | 1910 | 1911 | ► | ►►
1. Quartal |
2. Quartal |
3. Quartal |
4. Quartal 
Weitere Ereignisse | Allgemeiner Nekrolog 1907
Die Beschreibung der verstorbenen Person sollte so kurz wie möglich gehalten sein und nur deren signifikante Tätigkeit(en) enthalten.
Neue Namen ggf. auch unter dem Geburts- und Sterbedatum, also etwa unter 1. Januar und im Geburts- und Sterbejahr (2024) eintragen (nur bei entsprechender großer Wichtigkeit). Für Beispiele siehe die schon vorhandenen Artikel.
Außerdem über die fünf zuletzt Verstorbenen, zu denen es einen ausreichend guten Artikel für eine Präsentation auf der Hauptseite gibt, nach der todesbedingten Überarbeitung der Artikel ggf. auch unter Wikipedia Diskussion:Hauptseite informieren und sie am besten auch in den anderen Wikipedia-Sprachversionen eintragen. Tipp: Regelmäßig bei news.google.de nach „ist tot“, „gestorben“ oder „verstorben“ suchen.
Wenn eine Person gestorben ist, gibt es viele Seiten zu dieser Person in der Wikipedia, die davon auch betroffen sind und entsprechend aktualisiert werden müssen. Beispiele: Namenübersichtsseite, Geburtsjahr, Geburtsort-Seiten und viele mehr.
Wie finde ich die betroffenen Seiten?
Im Suchfeld auf der linken Seite gibt man den Suchbegriff so ein: „Vorname Nachname“. Dann klickt man auf Volltext und alle Seiten mit entsprechendem Suchtext werden aufgerufen. Hier sieht man dann schnell, wo auch das Todesjahr Sinn macht oder sogar ein Teil des Artikels angepasst werden muss. Auch hilft das „Werkzeug“ auf der linken Seite sehr gut, um solche Seiten aufzufinden: „Links auf diese Seite“. Somit ist die Wikipedia wieder aktuell in allen Bereichen! Hinweis: bei Eintragung der Kategorie „Gestorben JAHR“ wird der Missbrauchsfilter 49 ausgelöst, was jedoch nicht schlimm ist. Siehe: Spezial:Missbrauchsfilter/49
Dies ist eine Liste von im Jahr 1907 verstorbenen bekannten Persönlichkeiten. Die Einträge erfolgen innerhalb der einzelnen Daten alphabetisch sortiert. Tiere sind im Nekrolog für Tiere zu finden.
Die Liste ist nach Quartalen aufgeteilt:
- Nekrolog 1. Quartal 1907: Januar, Februar und März
- Nekrolog 2. Quartal 1907: April, Mai und Juni
- Nekrolog 3. Quartal 1907: Juli, August und September
- Nekrolog 4. Quartal 1907: Oktober, November und Dezember

## Datum unbekannt
| Tag | Name                             | Beruf, bekannt als                                                             | Alter | Beleg |
| --- | -------------------------------- | ------------------------------------------------------------------------------ | ----- | ----- |
|     | Heinrich Alfes                   | deutscher Transportunternehmer                                                 |       |       |
|     | Jizchak Blaser                   | russischer Oberrabbiner von St. Petersburg                                     |       |       |
|     | Eugène Bühler                    | französischer Gartenarchitekt                                                  |       |       |
|     | Emil Capitaine                   | deutscher Erfinder                                                             |       |       |
|     | Théobald Chartran                | französischer Porträtmaler                                                     |       |       |
|     | Mary Elizabeth Coleridge         | englische Dichterin                                                            |       |       |
|     | Alphonse Combes                  | französischer Chemiker                                                         | ≈53   |       |
|     | Edward Travers Cox               | US-amerikanischer Geologe                                                      |       |       |
|     | Frédéric Damé                    | französischer und rumänischer Rumänist, Historiker, Grammatiker und Lexikograf |       |       |
|     | Giuseppe Debs                    | Erzbischof von Beirut                                                          |       |       |
|     | Edmond Demolins                  | französischer Reformpädagoge, Landerziehungsheimgründer                        |       |       |
|     | Karl Eberhard                    | deutscher Architekt                                                            |       |       |
|     | Julius Fritzsche                 | deutscher Theaterschauspieler, Intendant und Theaterleiter                     |       |       |
|     | Carl Heinrich Gerhardt           | deutscher Unternehmer                                                          |       |       |
|     | Richard Howell Gleaves           | US-amerikanischer Politiker                                                    |       |       |
|     | Friedrich Wilhelm Grandhomme     | deutscher Arzt                                                                 |       |       |
|     | Charles Edward Gruenhagen        | deutscher Richter und Parlamentarier                                           |       |       |
|     | Robert Hagedorn                  | deutscher Verwaltungsbeamter                                                   |       |       |
|     | Pierre Jean Paul Henri           | französischer Offizier                                                         |       |       |
|     | John Frederick Herring junior    | englischer Maler                                                               |       |       |
|     | Jakob Horowitz                   | deutscher Rabbiner                                                             |       |       |
|     | Daniel Iffla                     | französischer Börsenspekulant und Mäzen                                        |       |       |
|     | Minos Kalokairinos               | griechischer Archäologe                                                        |       |       |
|     | Otto Kerwien                     | deutscher Architekt                                                            |       |       |
|     | Carl Ernst Otto Kuntze           | deutscher Botaniker                                                            |       |       |
|     | Sofja Kuwschinnikowa             | russische Malerin                                                              |       |       |
|     | Charles Lartigue                 | französischer Ingenieur                                                        |       |       |
|     | André Lemoyne                    | französischer Jurist und Dichter                                               |       |       |
|     | Ossip Lerner                     | jiddischer Autor und Theaterleiter                                             |       |       |
|     | Jakob Mack                       | Unternehmer, Nudelfabrikant                                                    |       |       |
|     | Martin Mauermayr                 | Bürgermeister von Freising (1869–1899)                                         |       |       |
|     | Evariste Mertens                 | Schweizer Gartenarchitekt                                                      |       |       |
|     | Andrew Price Morgan              | US-amerikanischer Mykologe                                                     |       |       |
|     | Mozaffar ad-Din Schah            | Schah von Persien                                                              |       |       |
|     | Nasrollah Khan Moshir al Dowleh  | iranischer Politiker und Ministerpräsident Irans                               |       |       |
|     | August Julius Naundorff          | deutscher Offizier und Schriftsteller                                          |       |       |
|     | Karl Opitz                       | deutscher Verwaltungsbeamter                                                   |       |       |
|     | Amilcare Puviani                 | italienischer Finanzökonom                                                     |       |       |
|     | Red Horse                        | indianischer Häuptling der Minneconjou-Lakota-Sioux                            |       |       |
|     | Stanislaus von Seherr-Thoß       | preußischer Verwaltungsjurist, MdPrA und Landrat                               |       |       |
|     | Johann Christian August Sponholz | Berliner Kaufmann, Grundbesitzer und Bodenspekulant                            |       |       |
|     | Eduard Sponnagel                 | Klavierbauer in Liegnitz                                                       |       |       |
|     | Konstantinos Volanakis           | griechischer Maler                                                             |       |       |
|     | Michael Wachter                  | Lithograph                                                                     |       |       |
|     | William T. C. Wardwell           | US-amerikanischer Politiker                                                    |       |       |
|     | Friedrich Wendorff               | deutscher Richter und Parlamentarier                                           |       |       |
|     | Magnus von Wedderkop             | Oberamtsrichter und Kammerherr in Oldenburg                                    |       |       |